# Lingua ignota

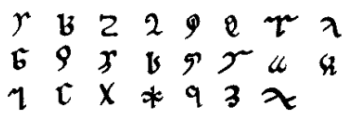
Alphabet der Lingua ignota

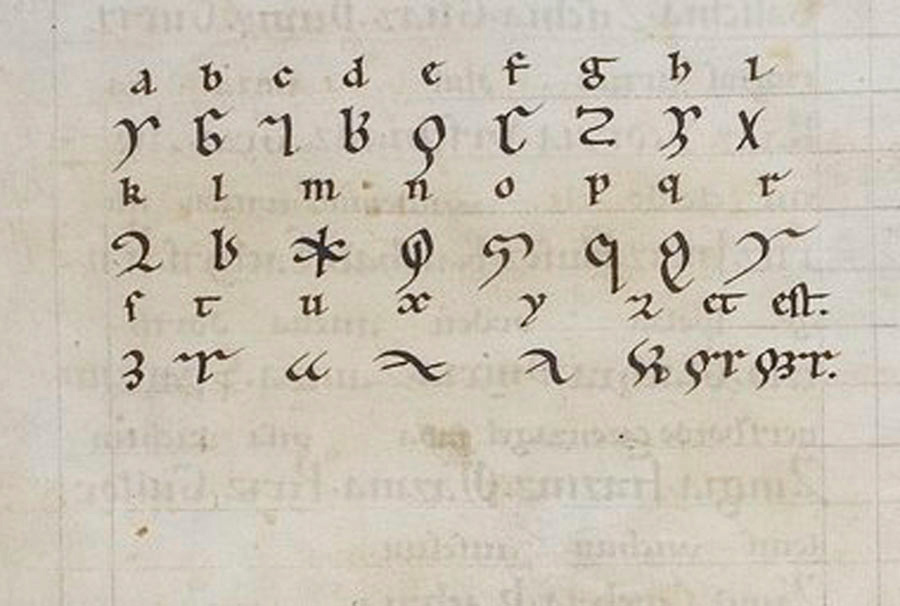
Zuordnung der Buchstaben der Lingua ignota zu lateinischen Buchstaben

Die Lingua ignota (lateinisch für „unbekannte Sprache“) ist eine konstruierte Sprache aus dem 12. Jahrhundert, die von der Benediktinerin Hildegard von Bingen geschaffen wurde. Hildegard schrieb die Wörter der Lingua ignota in einem ebenfalls von ihr konstruierten Alphabet mit 23 Buchstaben (genannt Litterae ignotae), die 23 lateinischen Buchstaben entsprechen.
Hildegard verfasste ein Glossar mit dem Titel Ignota lingua per simplicem hominem Hildegardem prolata („Eine unbekannte Sprache, von dem einfältigen Menschen Hildegard vorgelegt“), das unter anderem im Rupertsberger Riesenkodex überliefert ist. In dem Glossar erklärt sie die Wörter ihrer Lingua ignota durch Übersetzung in teils lateinische, teils mittelhochdeutsche Wörter. Der Wortschatz umfasst 1011 Begriffe, die einen Bezug zum menschlichen Leben sowie zur Natur haben. Die Verwendung der Lingua ignota scheint auf einzelne Ausdrücke in Hymnen und Briefen begrenzt zu sein.
Es herrscht keine Einigkeit darüber, welchen Zweck die  lingua ignota verfolgte oder wie sie entstanden ist.

## Merkmale
Die Lingua ignota besteht nur aus einzelnen Wörtern, die Hildegard in lateinische Texte einstreute. Die meisten Wörter sind Substantive, dazu kommen einige Adjektive. Die Sprache hat keine eigene Grammatik. Wenn Hildegard beispielsweise zu ihrem Wort loifol („Volk“) für den Genitiv Plural die Form loifolum („der Völker“) wählte, übernahm sie dabei anscheinend die Endung -um aus der dritten Deklination im Lateinischen.
Mehrere Wörter lassen Ähnlichkeiten zum Deutschen, Lateinischen, Altgriechischen, Hebräischen und Pseudo-Hebräischen erahnen, wobei unzweifelhaft auch vollständig erfundene Wörter enthalten sind. Auffällig ist die Häufung der Endung -uz bzw. -z. Aufgrund bestimmter Merkmale wie Silbenverlängerungen, Hinzufügung von Zischlauten, oder dass einzelne Wörter der Lingua ignota mit einem ähnlichen Phonem beginnen wie Wörter aus natürlichen Sprachen, aber mit einer erfundenen Silbe enden, verleitete Forscher wie Paul Alphandéry dazu anzunehmen, dass die Wörter aufgrund physiologischer Besonderheiten Hildegards von Bingen so konstruiert wurden.

## Wortschatz

### Struktur des Glossars
1. (Wörter 1–57): Gott und Mensch
2. (Wörter 58–188): Körperteile und Krankheiten
3. (Wörter 189–218): Kirche (Personen und Kirchengebäude)
4. (Wörter 219–340): Kultgegenstände und Gewänder
5. (Wörter 341–446): Welt (Stände und Berufe)
6. (Wörter 447–487): Zeitbezeichnungen
7. (Wörter 483–750): Gegenstände des täglichen Lebens
8. (Wörter 751–815): Bäume
9. (Wörter 816–935): Pflanzen
10. (Wörter 936–1011): Vögel

### Beispiele
| Lingua ignota | Deutsch |
| ------------- | ------- |
| Aigouz        | Gott    |
| crizia        | Kirche  |
| diveliz       | Teufel  |
| iminois       | Mensch  |
| isparriz      | Geist   |
| luzeica       | Licht   |
| vanix         | Weib    |

## Handschriften
- Wiesbaden: Rupertsberger Riesenkodex, f. 461ra–464ra.
- Berlin: StBPrK, Ms lat. qu. 674, f. 58r–62r
- Wien: Wien, Hofbibliothek, Ms 721, f. 490 ff. (verschollen)

## Ausgaben
- Kurt Gärtner, Michael Embach: Lingua ignota und Litterae ignotae. In: Hildegardis Bingensis Opera minora II. (CCCM 226A), Turnhout 2016, S. 237–377.

Weitere Ausgaben und Übersetzungen: siehe .